# Юйвэнь Мохуай
Юйвэнь Мохуай (кит. упр. 宇文莫槐, пиньинь Yǔwén Mòhuái) (конец III века — 293 год) — основатель и первый правитель государства Юйвэнь.
Происходил из хунно-сяньбийского рода, жившего в Ляодуне и находившимся в родстве с южным шаньюем. Некоторое время его предки были старейшинами в восточном аймаке южных хунну. По мере развала сяньбийского союза Мохуай приобрёл достаточно самостоятельности, чтобы отделить Юйвэнь от других сяньби. Тем не менее Мохуай был жесток и несправедлив с подданными, и юйвэньцы убили его и сделали его брата Пухуэя старейшиной.